# Riviera-Hasenglöckchen
Das Riviera-Hasenglöckchen oder Italienische Hasenglöckchen (Hyacinthoides italica (L.) Rothm., Syn.: Scilla italica L., Scilla purpurea Mill.) ist eine Pflanzenart aus der Gattung der Hasenglöckchen (Hyacinthoides) in der Familie der Spargelgewächse (Asparagaceae).

## Beschreibung
Das Riviera-Hasenglöckchen ist eine ausdauernde, krautige Pflanze, die Wuchshöhen von 15 bis 25 Zentimetern erreicht. Dieser Geophyt bildet Zwiebeln als Überdauerungsorgane aus.
Die 6 bis 30 Blüten sind blassblau bis blauviolett gefärbt, aufrecht bis abstehend in einem breiten und kurz kegelförmigen, traubigen Blütenstand angeordnet, mit 1 bis 2 Zentimeter langen Hochblättern am Grund des Stiels. Das Perigon ist 7 bis 8 Millimeter lang.
Die Blütezeit liegt im Mai.
Die Chromosomenzahl beträgt 2n = 16, selten 26.

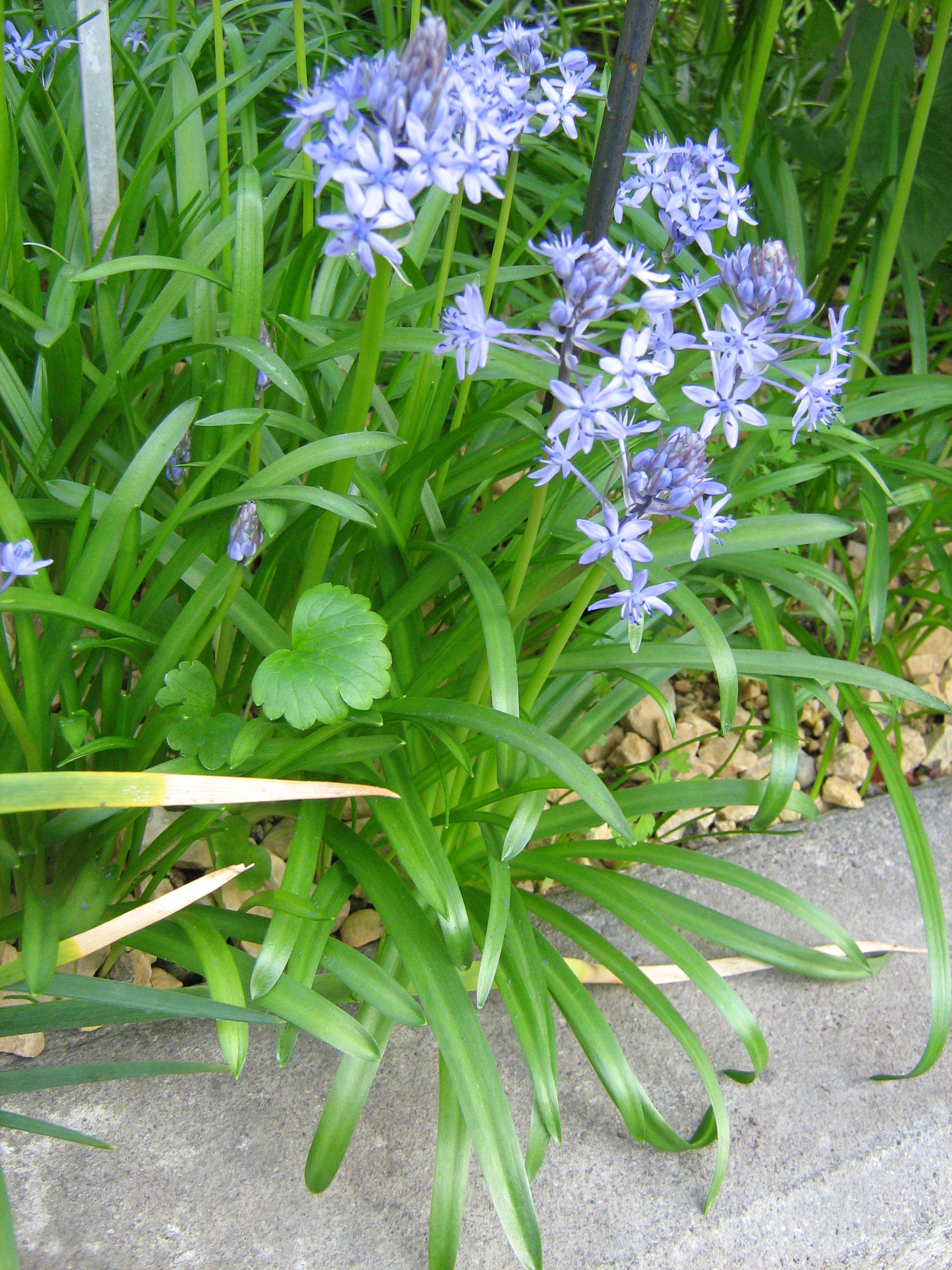
Riviera-Hasenglöckchen (Hyacinthoides italica)

## Vorkommen
Das Riviera-Hasenglöckchen kommt in Nordwest-Italien in West-Ligurien und in Südost-Frankreich in Dauphiné vor. Hier ist sie auf steinigen Wiesen in Höhenlagen von 0 bis 1700 Metern zu finden. In Südeuropa und lokal auch in Deutschland (Dänschendorf in Mecklenburg) ist diese Art eingebürgert.

## Nutzung
Das Riviera-Hasenglöckchen wird selten in Steingärten und Rabatten als Zierpflanze sowie als Schnittblume genutzt. Sie ist seit 1594 in Kultur. Die Sorte 'Purpurea' besitzt dunkelblaue Blüten.